# Rovovsko ratovanje
Rovovsko ratovanje odnosi se na način ratovanja usavršen u Prvom svjetskom ratu koji se može odnositi i na općenito rabljenje rovova za svrhe ratovanja. Rovovi su odličan sustav obrane koji daje gotovo potpunu zaštitu od projektila, bilo kakvih metaka ili bomba koje slete ispred ili iza njih, kao i granata i mina.

## Karakteristike
Klasične karakteristike rovovskoga rata su:
- Bitka atricije ili umora. Strane se izmore i poubijaju, tako da je jedna strana  previše istrošena da više ne može pobijediti zbog manjka resursa ili zbog  prevelikih gubitaka.
- Svaka strana napada drugu iz rova, preko teritorija punog prepreka, kako bi zauzela rovove onog drugog
- Svaka strana bombardira drugu kako bi ubila mnogo ljudi i da   bi obeshrabrila njihove vojnike
- Koristi se više slojeva rova, svaki iza drugog kao potpore itd.
- Diverzijske i protudiverzijske metode itd.

## Rovovi u1. svjetskom ratu
Rovovsko ratovanje dijelimo po obliku rova. Ako obje strane u sukobu koriste trajne rovove i bore se kako bi zauzele tuđi rov, to se naziva istinskim rovovskim ratovanjem.

### Obrazloženje
U Europi 1914. godine vatrena su oružja postala preciznija nego prije 30 godina. Francuzi su tijekom 1880-ih za svoje puške Lebel osmislili bezdimni barut koji su nazvali "Poudre B" ili Prah B. Nakon 1895. većina zemalja prešla je na repetirke: puške velike preciznosti koje su se sastojale uglavnom od 5 ili više naboja u unutarnjem spremniku oružja, baš kao Lebelove puške, modeli Springfield 1903, puške Lee Enfield, Mosin Naganti i razne njemačke repetirke.

### Praksa
Obje strane bi sagradile obranu zvanu rov, koji bi se protezali čak i kilometrima, bez prekida. Utvrdili bi svoje rovove, kako se ne bi urušili zbog kiše i blata i kako se ne bi izobličili zbog konstantnog neprijateljskog bombardiranja baš na njihov rov. Bombardirali bi se samo radi omekšavanje tuđeg rovovnika, kako bi mogli napast poziciju.
Prostor između dva rova je prazan, izudaran bombama prostor pun samo zemlje, lokva vode, potočića i obrambenih konstrukcija koje su drugi izgradili. Često bi ispred svog rova i u međuprostoru bilo postavljeno mnogo bodljikave žice, prepreka i sl. koje bi samo služile za usporavanje i zbunjivanja neprijateljskih napadača, da se još i lakše daju iz zaklona tako da ih mogu što lakše ubiti kada napadaju te da se možda povuku i obeshrabre.
Nekada bi se vodio normalni napad, a često bi se koristilo topništvo koje bi bilo tempirano da se taman odmiče od drugara i da uvijek gađa neprijatelja odmah ispred njih. U napadu bi sudjelovao sektor rovova, koji se sastoji od vojnog korpusa ili tijela koje se sastoji od nekih 3 armije. Pojedini strateški manevri jedne strane bi bile bitke relativno jednakih snaga, od tisuću ljudi do stotine tisuću ljudi odjednom (korpus protiv korpusa, divizije s divizijom itd.) Iako je Prvi svjetski rat imao manje brojeve: zbog naravi rovovske bitke, najveće moguće jedinice (bataljuni do brigada) bi se razbijali jedno o drugo, u isto vrijeme, krcati u malom ali ekstremno širokom prostoru, između dva rova.

#### Metode obrane i diverzije
Snajperi su tek bili jako dobro iskorišteni u ovo doba, kada su se služili njima prvo Njemačko Carstvo, a zatim i Britansko Carstvo i druge države, kako bi lako ubili veliki broj izloženih i nepažljivih članova drugoga rova. Snajperisti su inače bili izabrani ili volontirali iz najboljih strijelca, koji su i najbolje gađali u jednoj maloj jedinici tj. desetini ljudi, maloj širini rova.
Noćne i potajne infiltracije tzv. "racije" neprijateljskog rova, iz blizine ili baš u neprijateljskom rovu je bila jedno od taktika namijenjeno za zuzimanje relativno širokoga rova s ekstremno malim brojem specijalista, racijista tj. najboljim vojnicima u isječcima sektora. Često bi racije bile izvedene metodom iskopanih tunela: broj ljudi iskopa put ispod zemlje, do tuđeg rova, i onda raznese rupu kod njih kako bi ih ubili i otvorili ulaz za druge vojnike ispod njih. Nekada bi koristili bombe za ubijanje neprijatelja koji su isto tako iskopavali do njihovog rova, kako bi ih zemlja nasmrt zdrobila.
Puškomitraljezi na tronošcima i drugim čvrstim nožnim podstavama, i još ručni puškomitraljezi su bili jako korišteni u ovo doba. Ogroman broj puškomitraljeza kod svih vojnih snaga je imao zamršene sustave za hlađenje, koji bi čak trebali hladnu vodu u kućicama oko cijevi. Svi puškomitraljezi su imali iznimno debele, šuplje i nešuplje cijevi koje su se hladile na vodu ili na zrak i koje bi težile više od 10 kilograma, itd.
Britanski kopneni tzv. brod, Mark I je bio prvi tenk koji je bio korišten u nekoj bitci. On i modeli koji su ga slijedili do Mark IV-a bili su izvedeni na muški i ženski način: Muški tenk bi imao jedan glavni top 6 Pounder i tri Hotchkissova .303 British kalibra, puškomitraljeza, s obje strane. Ženski tenk bi imao samo Hotchkissove puškomitraljeze sa svih strana, i preko desetine ljudi samo da ih sve može neko pucati.
- Britanska peta izvedba tenka tj. muški Mark 5, oko 1917. g.
- Isti tenk, muzej 2012. g.
- Drugi pogled na Marku 5 u Bovington muzeju.
- A7V njemački tank izgrađen uslijedu Britanskog dizajna, proizveden 1918. godine. Manje od 100 ikada proizvedeno.
- Njemački mitraljez na osnovi Maximove strojnice: zove se MG 08. Nema nadnevka, korišten u 1. svjetskom ratu.
- Ruski Maxim M1910 g., na kotačićima, proizveden za 1. i 2. svj. rat.
- Francuski i britanski mitraljez Hotchkissa, inačica 1914. godine.

## Rovovi nakon 1. svjetskog rata
Nakon 1. svjetskog rata, pogotovo na Rusko-Njemačkoj fronti kao što se vidjelo, ratovanje manevriranjem tzv. pozicijsko ratovanje, ili današnja ideja ratovanja ima brojne prednosti:
- Puno manji broj žrtava
- brže i odlučnije bitke
- ne bacaju se rezursi i živa sila na problem.

Metode ratovanja 2. svjetskog rata i nakon njega, no čak i prije kao što je bilo u Japansko-Kineskom ratu ili Španjolskom građanskom ratovanju 1930.-ih godina, zbilja nema ikakve potrebe za rovovsko ratovanje. Sve diverzijske metode pogotovo ideja munjevitog rata u 2. svjetskom ratu, lako suzbijaju bilo kojeg neprijatelja ili žive sile koja si izgradi rov. Jedino u jadnim uvjetima kao što dođe nespremljenosti, ili u Njemačkoj tzv. Barbarosi 1941. i 42. godine, dođe do ovakvog sporog i mučenićkog ratovanja ako jedna strana ili obje strane nekako naprave veliku grešku: sva tehnologija danas je napravljena samo i isključivo na svrhu, da izbjegne ovu metodu ratovanja.
Ova vrsta ratovanja je toliko neuglediva i više nepraktična da većinu zemalja ne troši ikakve rezurse na ideje i obuke s rovovima i građenje rovovima, jer pozicijsko ratovanje daje sve i više prednosti od rovovskog rata.

## Galerija
- Jurišne trupe "šturmtruperi" drže se u zaklonu, oko 1917. g.
- Vojnik britanije pomaže njemačkim ratnim zarobljenicima da zbrinu ranjene u svojem rovu kada su ga opkolili, fotografija u 1915. g.
- Bitka Korčulette tj. Courculette 1916. g. Kanađani zbrinjavaju svoje ranjenike.